# René Marie

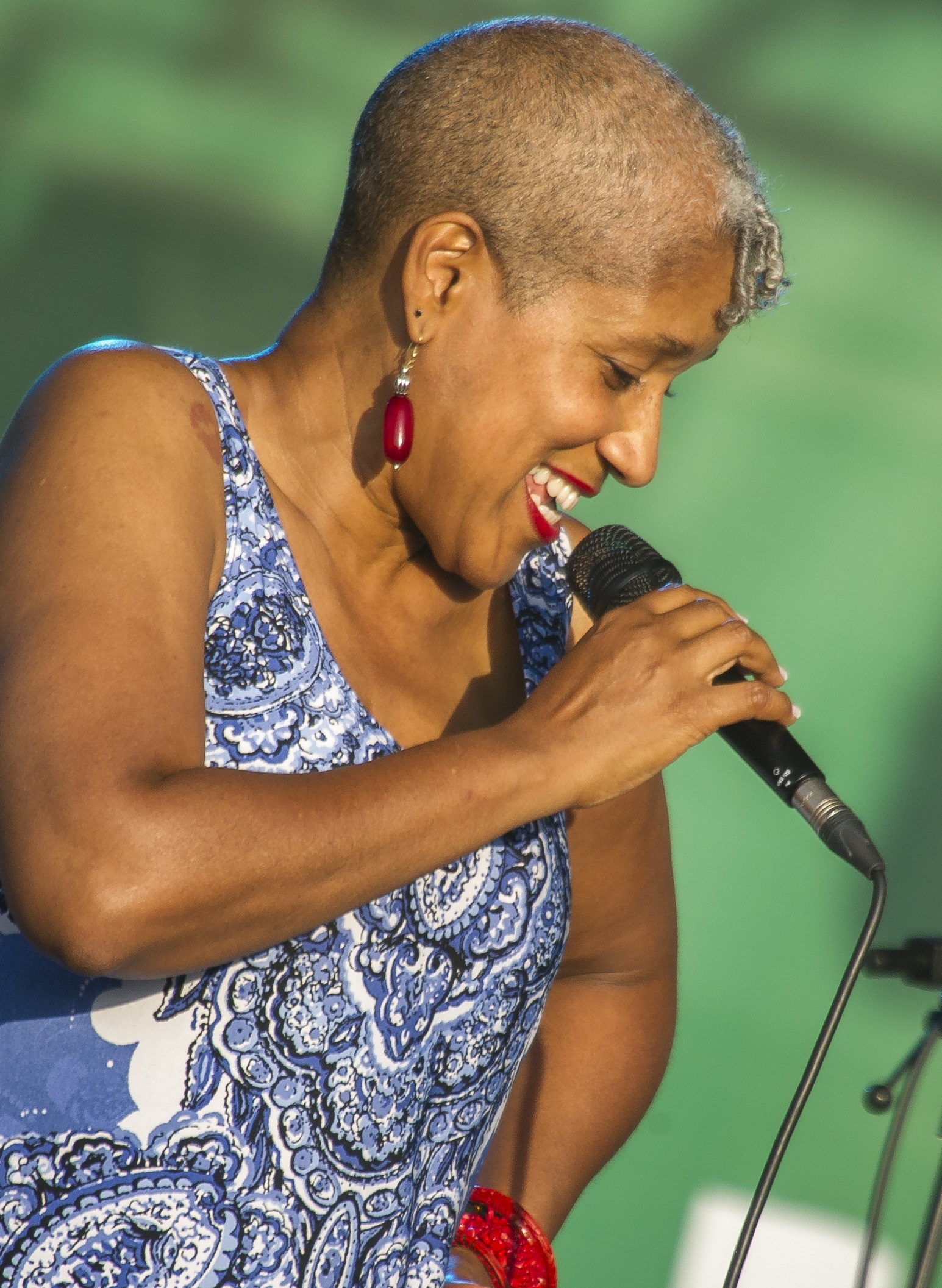
René Marie (2014)

René Marie (* 7. November 1955 in Virginia) ist eine US-amerikanische Jazzsängerin.

## Leben und Wirken
René Marie hatte als Kind Klavierunterricht; als Jugendliche sang sie in einer Band. Doch erst, nachdem sie ihre Kinder großgezogen hatte, begann sie mit 41 Jahren eine Karriere als professionelle Sängerin. Sie trat zunächst einmal in der Woche in einem Hotel auf; 1997 entstand dann ihr erstes Album auf dem Maxjazz-Label. Zwischen den Jahren 2000 und 2004 nahm sie weitere vier Alben für das Label auf, darunter Aufsehen erregende Alben wie How Can I Keep from Singing? oder Vertigo, an denen Gastmusiker wie Mulgrew Miller, Chris Potter, Robert Hurst, Jeff „Tain“ Watts und John Hart mitwirkten.
Richard Cook und Brian Morton bezeichnen die Bruce-Barth-Produktion Vertigo von 2001 als sensationell und heben ihre Interpretationen von Jazz-Standards wie „Strange Fruit“, „Surrey with the Fringe on Top“, „Them There Eyes“, „Blackbird“ oder „I Only Have Eyes for You“ hervor.
Das frühen Leben von Marie war Gegenstand des animierten Kurzfilms Tuning René  Marie (2023) von Rachel Kessler (Regie) und Polina Buchak (Produktion).

## Diskographische Hinweise
- How Can I Keep from Singing? (Maxjazz, 2000)
- Vertigo (Maxjazz, 2001)
- Live at Jazz Standard (Maxjazz, 2002)
- Serene Renegade (Maxjazz, 2004)
- Experiment In Truth (2007)
- Voice of My Beautiful Country (2011)
- Black Lace Freudian Slip (Motema Music, 2011)
- I Wanna Be Evil (With Love to Eartha Kitt) (Motéma Music, 2013)

## Lexikalische Einträge
- Richard Cook & Brian Morton: The Penguin Guide to Jazz Recordings, London, Penguin, 2008 ISBN 978-0-14-103401-0 (9. Auflage)